# Mundigak
Mundigak è un sito archeologico nella provincia di Kandahar in Afghanistan. Durante l'Età del bronzo fu un centro della cultura Helmand (provincia di Helmand). Si trova a circa 55 chilometri a nord-ovest di Kandahar vicino a Shāh Maqsūd, sul drenaggio superiore del fiume Kushk-i Nakhud.

## Storia

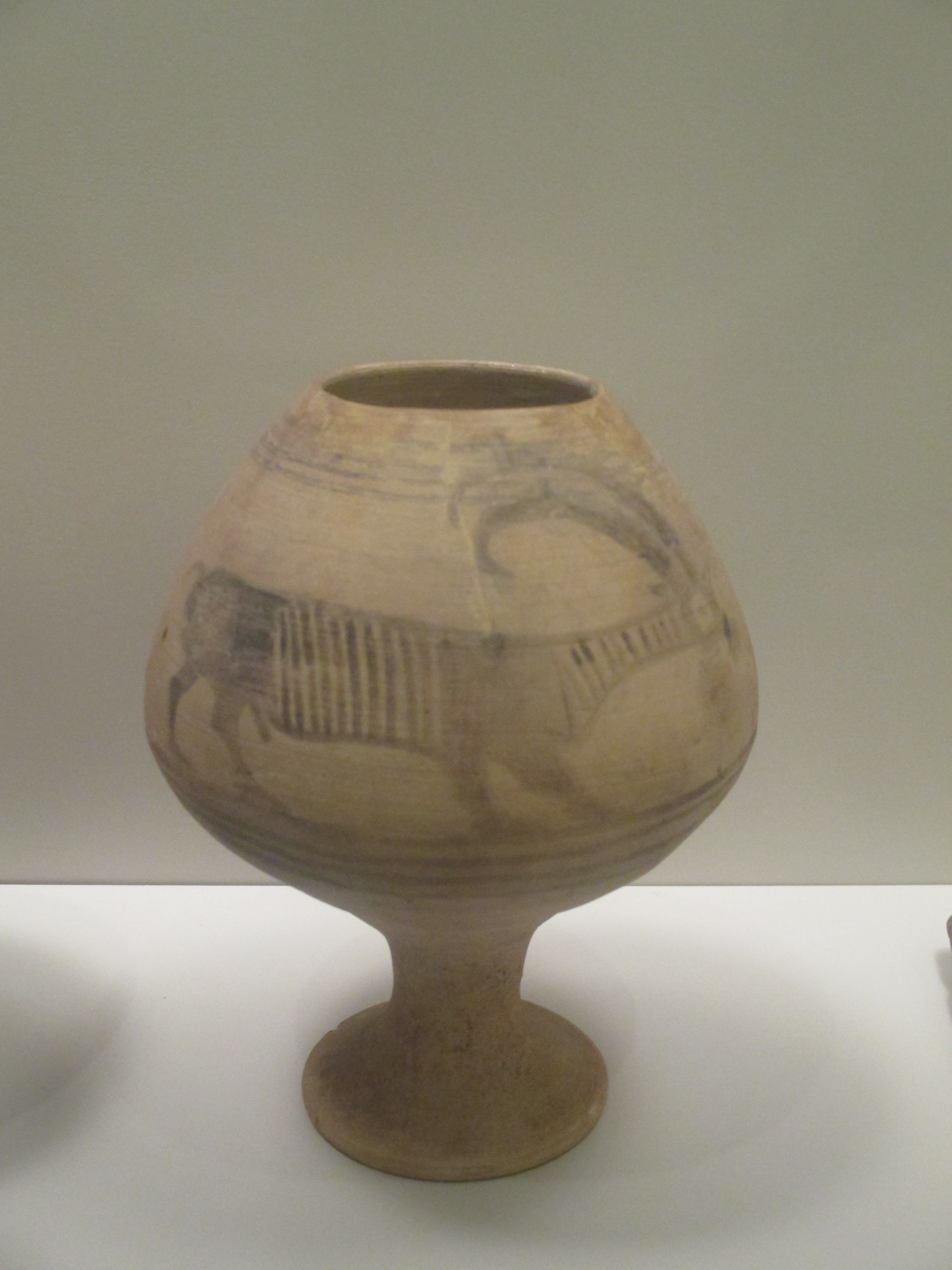
Vaso del periodo IV

Mundigak era una grande città preistorica con un'importante sequenza culturale dal V al II millennio a.C. Fu scavato dallo studioso francese Jean Marie Casal negli anni '50 Il tumulo era alto nove metri al momento dello scavo.
Ceramiche e altri manufatti del tardo III millennio a.C., quando questo divenne un importante centro urbano, indicano l'interazione con il Turkmenistan, il Baluchistan e la regione dell'Indo del primo Harappa.
Mundigak fiorì durante la cultura del bacino di Helmand (Seistan), nota anche come cultura di Helmand.
Con un'area di 21 ha, questo era il secondo centro più grande della cultura Helmand, il primo era Shahr-i-Sokhta che era grande quanto 60 ha, nel 2400 a.C.
In precedenza, si pensava che intorno al 2200 a.C., sia Shahr-i-Sokhta che Mundigak iniziarono a declinare, con una notevole riduzione dell'area e con una breve occupazione in date successive.

## Scavi
Durante gli scavi francesi dal 1951 al 1958 in dieci campagne sotto la direzione di Jean Marie Casal come parte della La Délégation archéologique française en Afghanistan, si potevano distinguere diversi livelli di insediamento. Gli scavi si sono svolti in undici località dell'area di scavo. Sul Tépé (area) A, il punto più alto della città, sono stati scavati i resti di un palazzo nel periodo IV, livello 1 e nel periodo V. Qui sono state trovate aree urbane di quasi tutti i periodi del luogo. L'Area C è a nord-ovest dell'Area A. Qui è stata scavata solo una piccola area, con resti che risalgono al periodo III. Nelle altre parti della città sono state esposte diverse aree più o meno grandi (aree B, D a I e P e R), per cui sono venuti alla luce principalmente resti del IV periodo, che è quindi lo strato meglio documentato. Nell'area P sono venuti alla luce resti del V periodo, altrimenti documentato solo nell'area A. In particolare gli strati superiori erano completamente scomparsi a causa dell'erosione. Nell'area A, sui resti del palazzo più antico, è stato scoperto in epoca V un grande palazzo. Per il resto, comunque, il periodo V non è facile da percorrere in città.  La maggior parte dei reperti si trova ora al Museo Nazionale di Kabul e al Museo Guimet di Parigi. L'escavatore Jean Marie Casal era stato impiegato in quest'ultimo museo dal 1957.
La nuova ricerca mostra che il sito di Mundigak presenta quattro periodi di occupazione dai primi tempi allo sviluppo urbano: 
- I periodo, fasi 1-2 (~4000 a.C. – 3800 a.C.)
- I periodo, fasi 3-4 (~3800 a.C. – 3400 a.C.)
- II periodo (~3400 a.C. – 3200 a.C.)
- III periodo (~3200 a.C. – 2900 a.C.)
- IV periodo (~2900 a.C. – 2400 a.C.)

D'altra parte, gli archeologi Jarrige, Didier e Quivron ritenevano che i periodi III e IV in Mundigak avessero legami archeologici con i periodi I, II e III in Shahr-i Sokhta.

### Periodi dal I al III

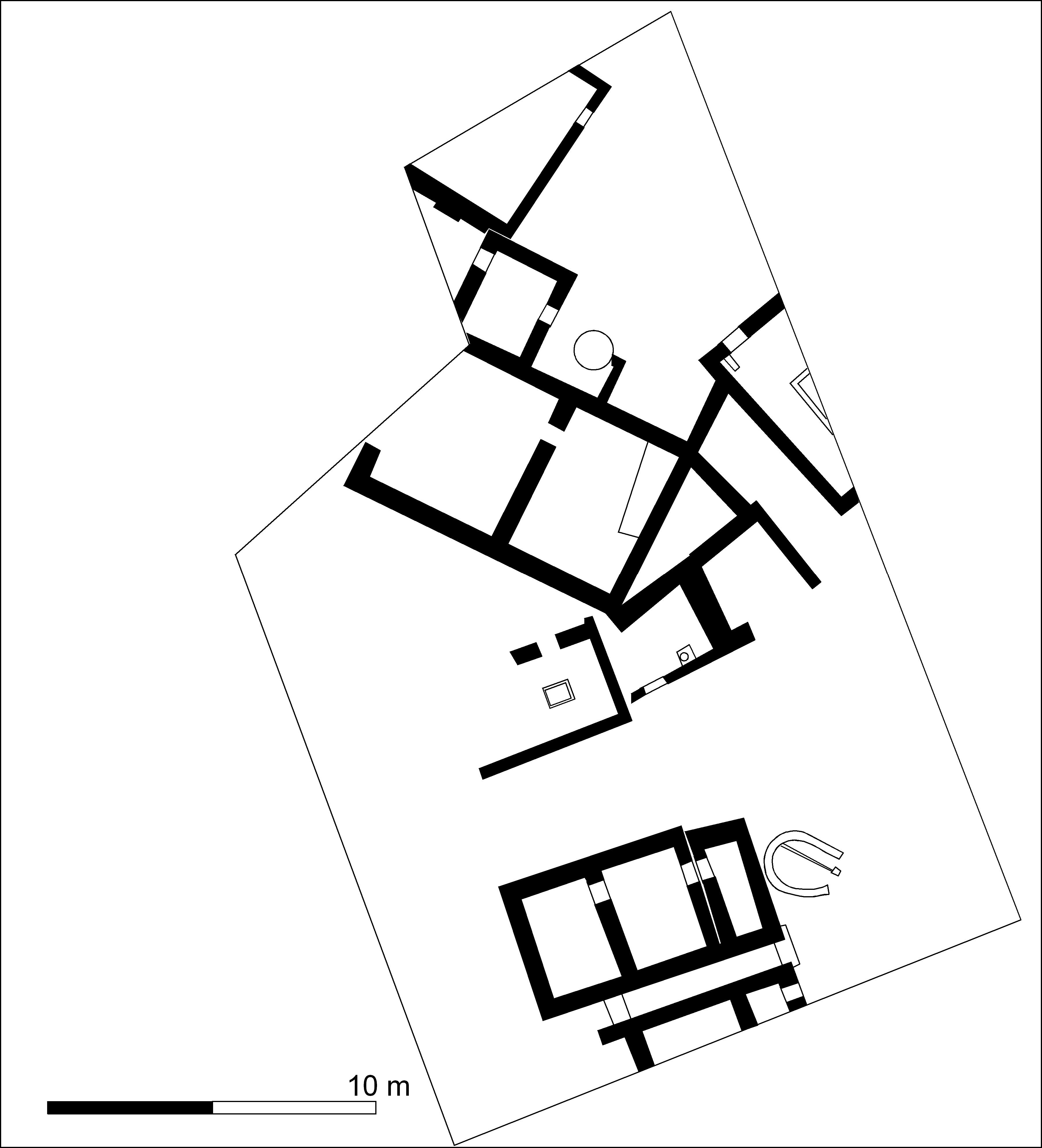
Mundigak, Pianta del periodo I, strato 5

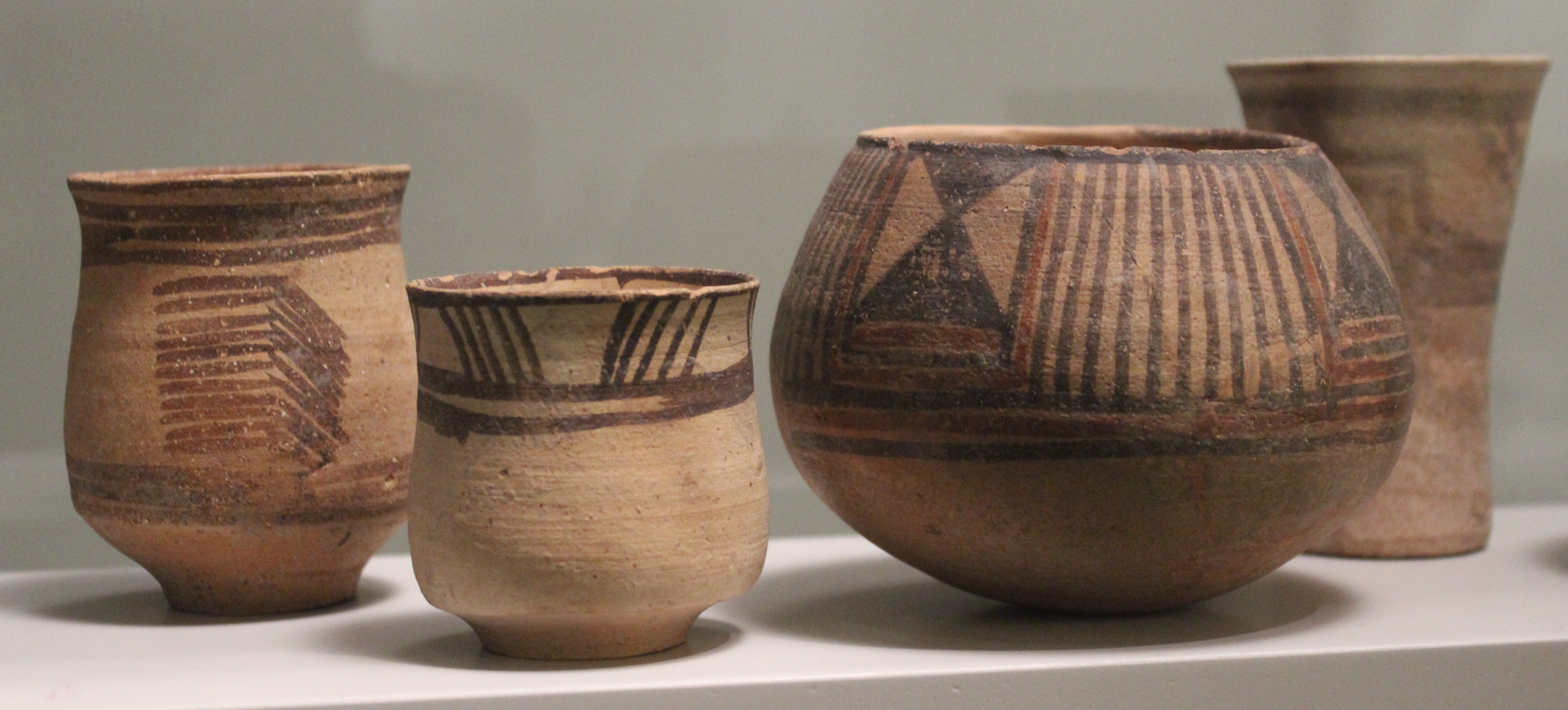
Ceramica del periodo III (terzo vaso da sinistra) e del periodo IV

Lo strato più basso del periodo I a Mundigak è stato scavato solo nel tumulo centrale (area A). Risale probabilmente al V millennio a.C. Il periodo I è stato suddiviso in cinque strati dall'escavatore (periodo I, strati 1–5). La prima evidenza di edifici permanenti proviene dallo strato 3. Le planimetrie delle case sono state conservate solo per gli strati 4 e 5. In questi strati gli edifici erano piuttosto semplici. Si tratta di edifici residenziali rettangolari in adobe costituiti da una a tre piccole stanze. La ceramica del periodo I è costituita principalmente da forme aperte. In particolare sono stati rinvenuti frammenti di conchiglia. La ceramica è in parte dipinta, con predominanza di motivi geometrici semplici. Anche gli animali dipinti sono molto rari. Il periodo I.5 e il successivo periodo II erano separati da uno spesso strato di cenere, il che suggerisce che il luogo sia stato a lungo disabitato, almeno in questa zona.
Il periodo II è stato suddiviso dallo scavatore in quattro strati: II.1, II.2, II.3a e II.3b. La densità di popolazione nell'area A è aumentata. Potrebbero essere scavati vari edifici a più stanze. C'era un pozzo profondo in un cortile. Rispetto allo strato I, invece, la qualità della ceramica diminuisce. Ci sono molti meno tipi dipinti. Molte pentole sono lavorate piuttosto grossolanamente.
Il periodo III è ancora noto principalmente dall'area A, dove sono stati distinti sei strati. Dall'area C provengono i resti di un cimitero che era ancora occupato dal periodo IV. I morti giacevano qui in posizione accovacciata. Non c'erano quasi aggiunte. Solo in un caso le perle sono state utilizzate come bracciale. Lo sviluppo nell'area A è ora ancora più denso. Sono per lo più case più piccole con due o tre stanze. Anche i sigilli con motivi geometrici provengono da questo strato.

### Periodo IV

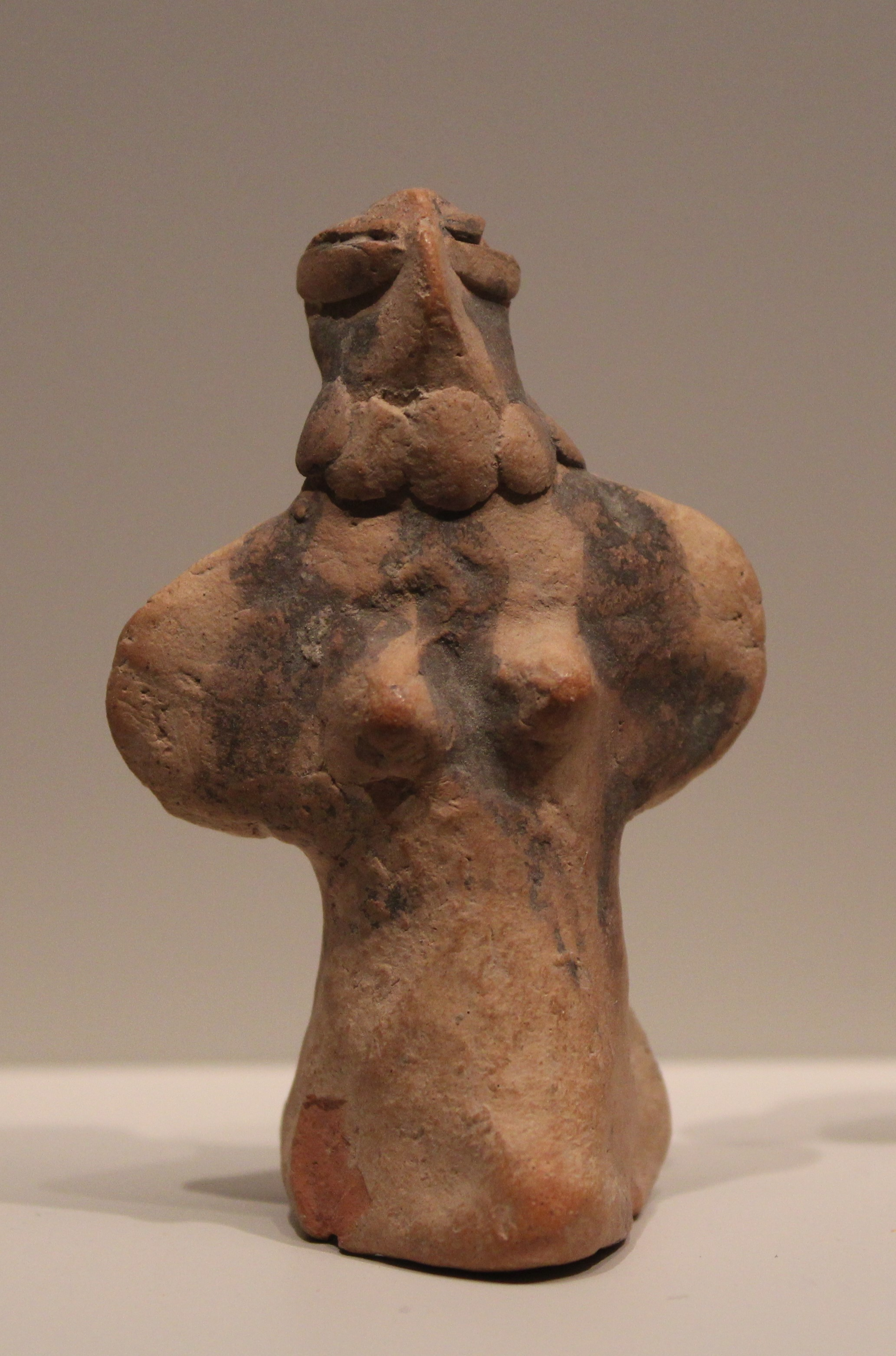
Figura in creta del periodo IV

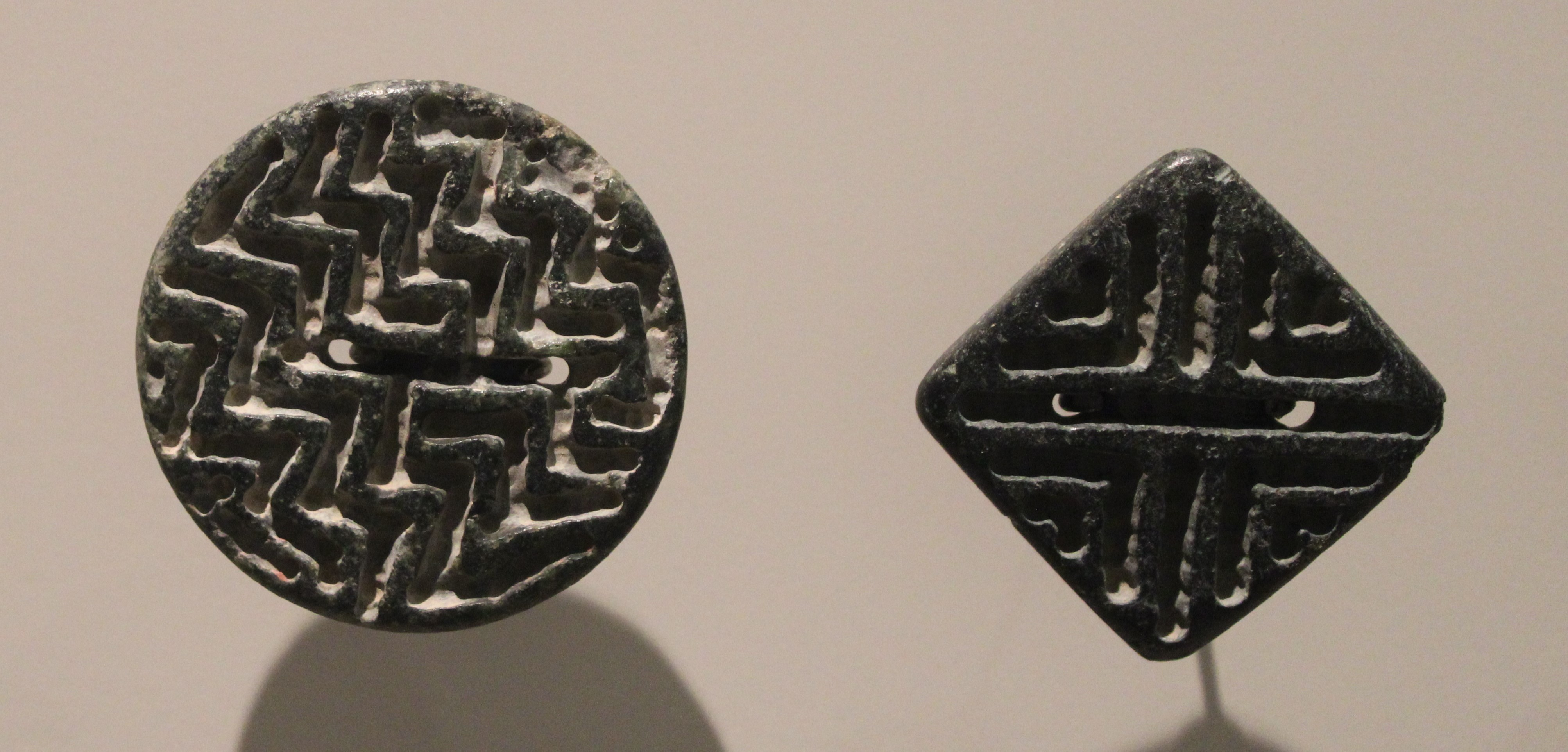
Sigilli di pietra, Mundigak, periodo IV, c. 2700 a.C. Museo Guimet.

Nel periodo IV, Mundigak si sviluppò in una città completamente sviluppata con un palazzo e un tempio. Si può concludere che esiste una struttura sociale avanzata. Tuttavia, non ci sono prove per l'uso della scrittura. L'escavatore ha distinto tre strati: IV.1, IV.2 e IV.3.

#### Palazzo
Al centro della città si trova il colle A, sul quale sono stati rinvenuti estesi resti di un complesso palaziale. Non è chiaro se fosse davvero un palazzo come sospettava lo scavatore, ma la costruzione aveva senza dubbio una funzione pubblica. L'edificio era ampiamente circondato da un muro. Per creare una piattaforma per la costruzione, le case più vecchie che si ergevano sulla collina sono state livellate. La facciata nord del palazzo era decorata da una fila di lesene stuccate e dipinte di bianco. In alto, questi pilastri erano delimitati da una fascia di tegole decorate. Alcuni di loro erano ancora alti due metri quando furono scavati. Il palazzo vero e proprio era costituito da varie stanze e da un cortile. Le facciate est, sud e ovest dell'edificio non sono state conservate, ma potrebbero anche essere state decorate con lesene. È stato possibile distinguere tre fasi di restauro, tutte risalenti al periodo IV, strato 1. Il successivo palazzo del periodo IV, strato 2 e del periodo IV, strato 3 era stato completamente vittima dei lavori di ristrutturazione del periodo V.

#### Tempio
Circa 200 m a est del palazzo sorgeva un edificio monumentale che era probabilmente un tempio costruito su un terreno vergine. Sorgeva su un colle pianeggiante, alto circa 2,5 m e aveva una cinta muraria monumentale, decorata all'esterno da possenti contrafforti, a pianta triangolare. Le fondamenta erano di pietra. All'interno del complesso vi era un cortile con al centro il tempio vero e proprio.
A circa 350 m a sud del colle A sono state scavate parti di un altro grande edificio in mattoni crudi (area di scavo F), che aveva certamente anche una funzione pubblica. C'era un cortile con una grande vasca d'acqua e varie stanze disposte attorno ad esso.

#### Mura e città residenziale
I quartieri residenziali sono stati solo parzialmente scavati. Ad ovest del palazzo si possono rintracciare in vari punti i resti di un muro. Consisteva di due pareti esterne. L'interno era diviso da tramezzi; questo ha creato una serie di stanze interne accessibili attraverso porte all'interno del muro. C'erano pilastri di sostegno sulla facciata esterna. È stato trovato un angolo del muro. Qui sorgeva una torre con quattro interni e un tempo con forse quattro pilastri di sostegno per lato. Solo sul lato nord sono conservati tutti e quattro. Anche nel periodo IV, strato 1, l'area intorno alla cinta muraria era densamente edificata su entrambi i lati con case semplici, per lo più costituite da pochi ambienti. La funzione di questo muro è incerta; potrebbe aver racchiuso ampiamente il palazzo. Circa 90 m ad ovest (area di scavo E) erano ancora i resti di un secondo muro, anch'esso costruito in modo simile e tracciabile per una lunghezza di circa 120 m. Questa era probabilmente l'attuale cinta muraria. Gli edifici residenziali sono stati per lo più rinvenuti nell'area di scavo D, dove esisteva ancora la cinta muraria nel periodo IV.1; l'area dell'Epoca IV.2 era invece edificata con semplici edifici residenziali.

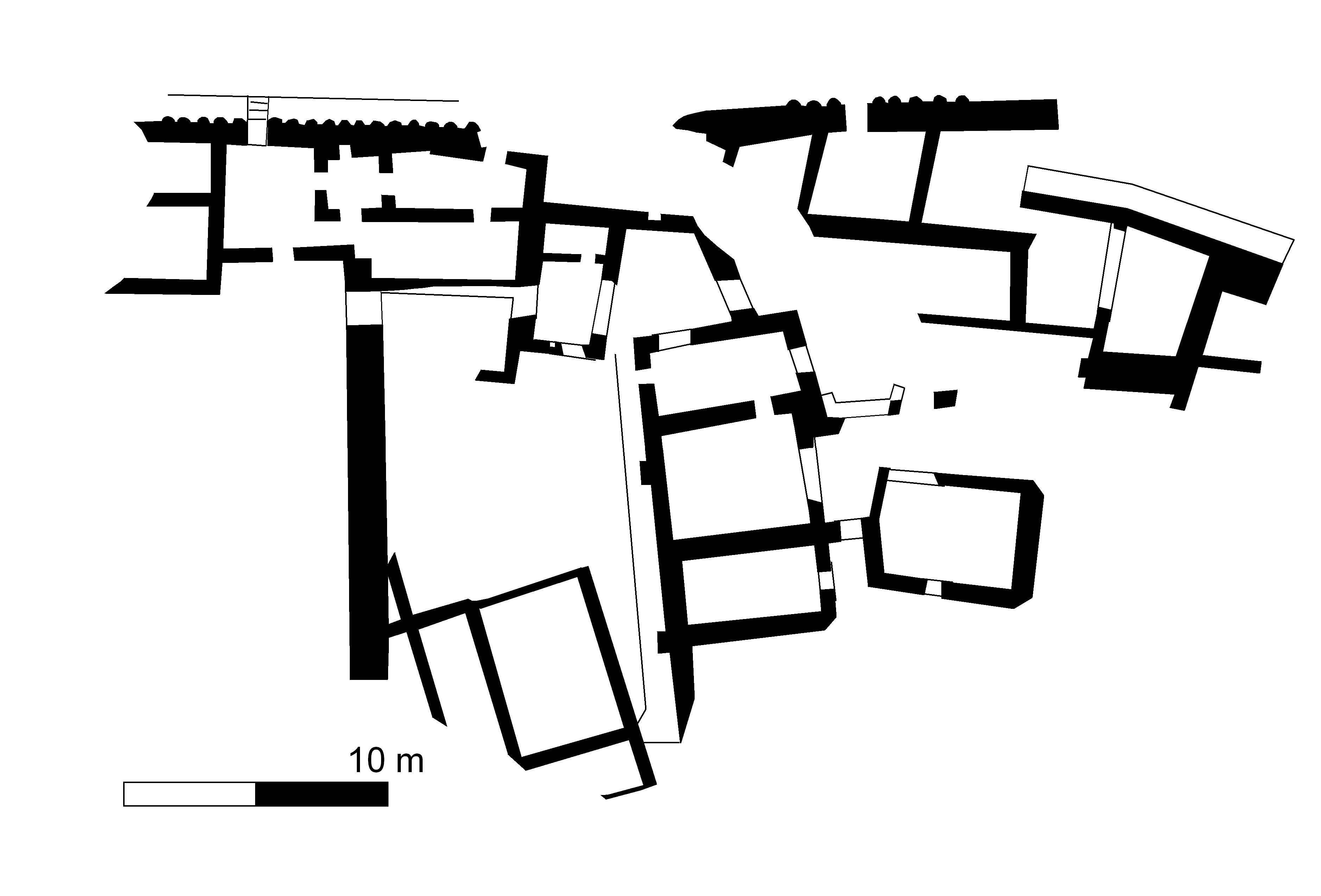
Pianta dei resti del palazzo, periodo IV.1
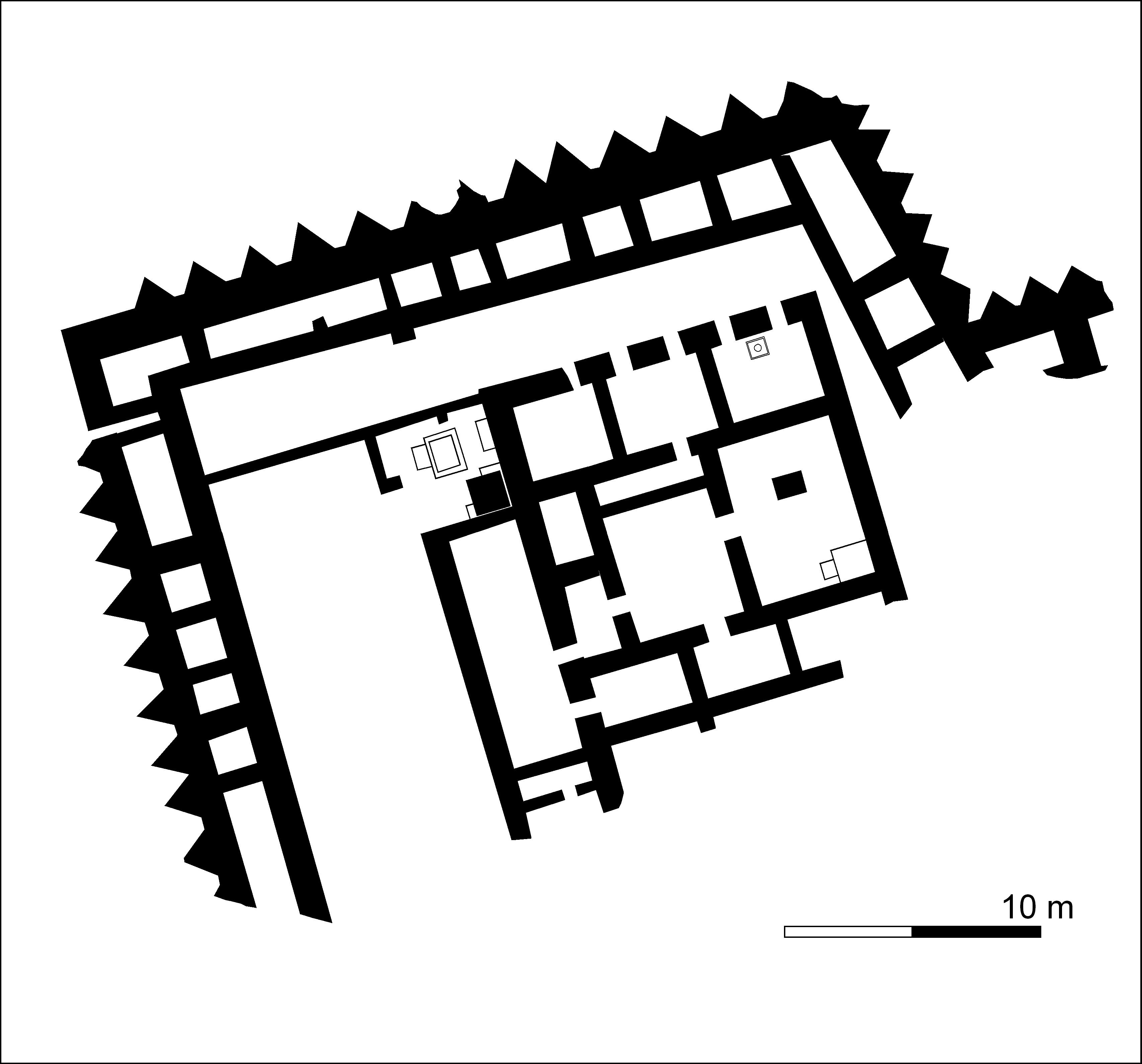
Pianta del tempio, periodo IV

### Periodo V

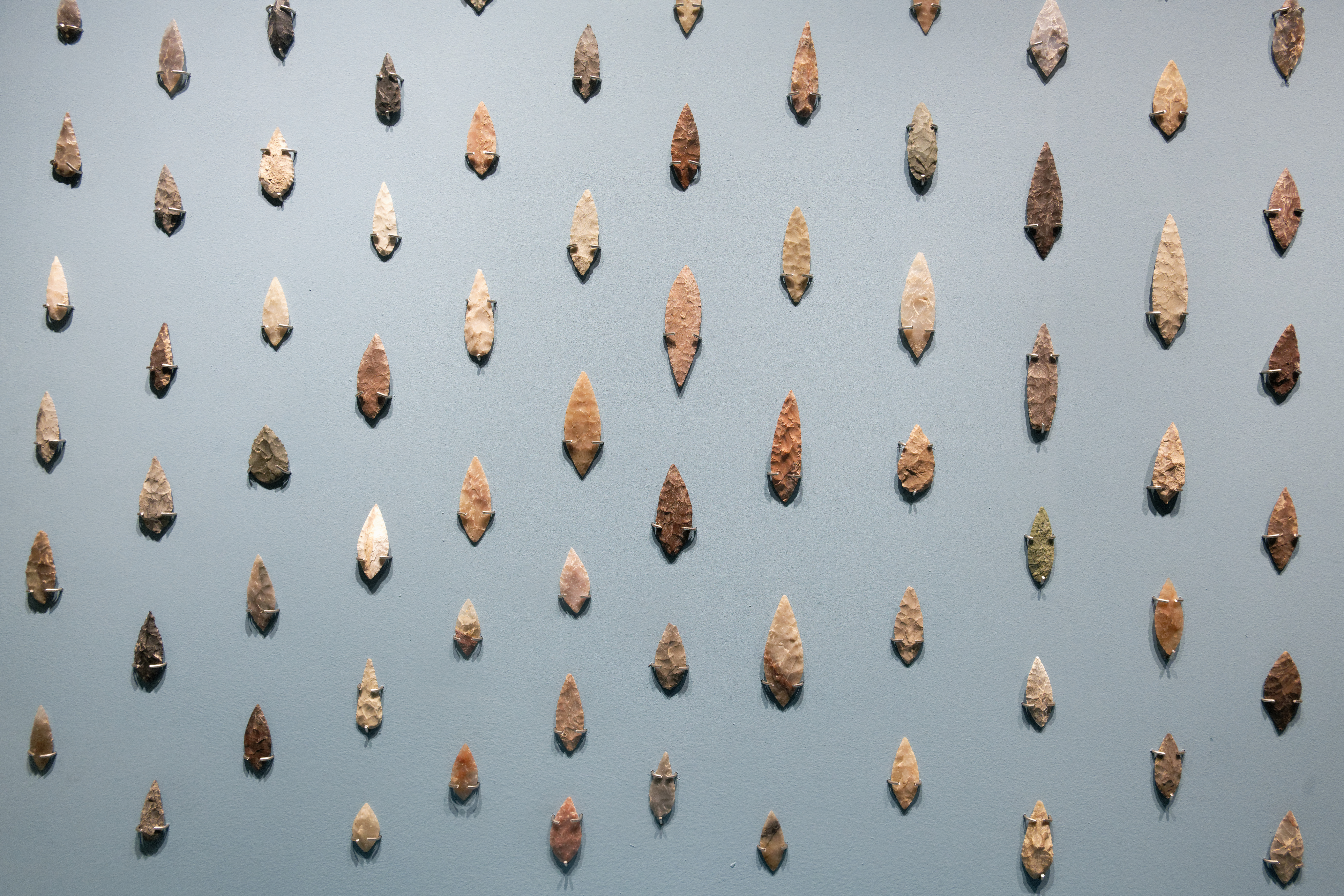
Punte di freccia da Mundigak, Tagikistan, all'inizio del III millennio a.C

Il periodo V era molto mal conservato a causa dell'erosione dell'area di scavo. Sulla collina principale, sui resti del vecchio palazzo, fu eretto un grande edificio (denominato dagli scavatori Massiccio del Monumento), con le vecchie strutture sepolte e parzialmente conservate sotto il nuovo e molto massiccio edificio. Durante gli scavi è stata ancora conservata una rampa monumentale che conduceva ad una piattaforma. Questo consisteva in un numero di stanze in cui non si poteva entrare, quindi avevano una pura funzione di supporto. L'attuale edificio su questa piattaforma è completamente scomparso. Anche in altre parti della città ci sono testimonianze di sviluppo durante questo periodo, ma i resti sono molto mal conservati. È chiaro, tuttavia, che Mundigak continuò ad essere una città importante nel periodo V, ma i suoi resti sono in gran parte scomparsi.  Successivamente, il luogo sembra essere stato abbandonato. Dopo il 2500 a.C. qui non c'era più una città. Ciò è particolarmente degno di nota in quanto non vi è alcuna sovrapposizione cronologica con la cultura dell'Indo. 

### Periodi VI e VII
Nessun resto strutturale è stato conservato dal periodo VI. Oltre ai camini, c'erano principalmente numerose ceramiche che hanno somiglianze con quella degli strati precedenti. L'escavatore sospetta che questi resti provenissero da nomadi. Sembra che la popolazione abbia abbandonato il proprio stile di vita in insediamenti permanenti e sia passata al nomadismo. Questo può essere osservato anche in altri luoghi in Afghanistan e in India. L'ultimo sviluppo è chiamato periodo VII. Si tratta di vari magazzini agricoli, che risalgono probabilmente al I millennio a.C.

### Collegamenti con la Valle dell'Indo
Mundigak ha del materiale correllato alla civiltà della valle dell'Indo. Questo materiale è costituito in parte da statuette in ceramica di serpenti e tori con la gobba e altri oggetti, simili a quelli trovati in altri siti della Valle dell'Indo.
La ceramica trovata a Mundigak aveva numerose somiglianze con tale materiale trovato a Kot Diji. Questo materiale si presenta al primo strato di Kot Diji.

## Architettura

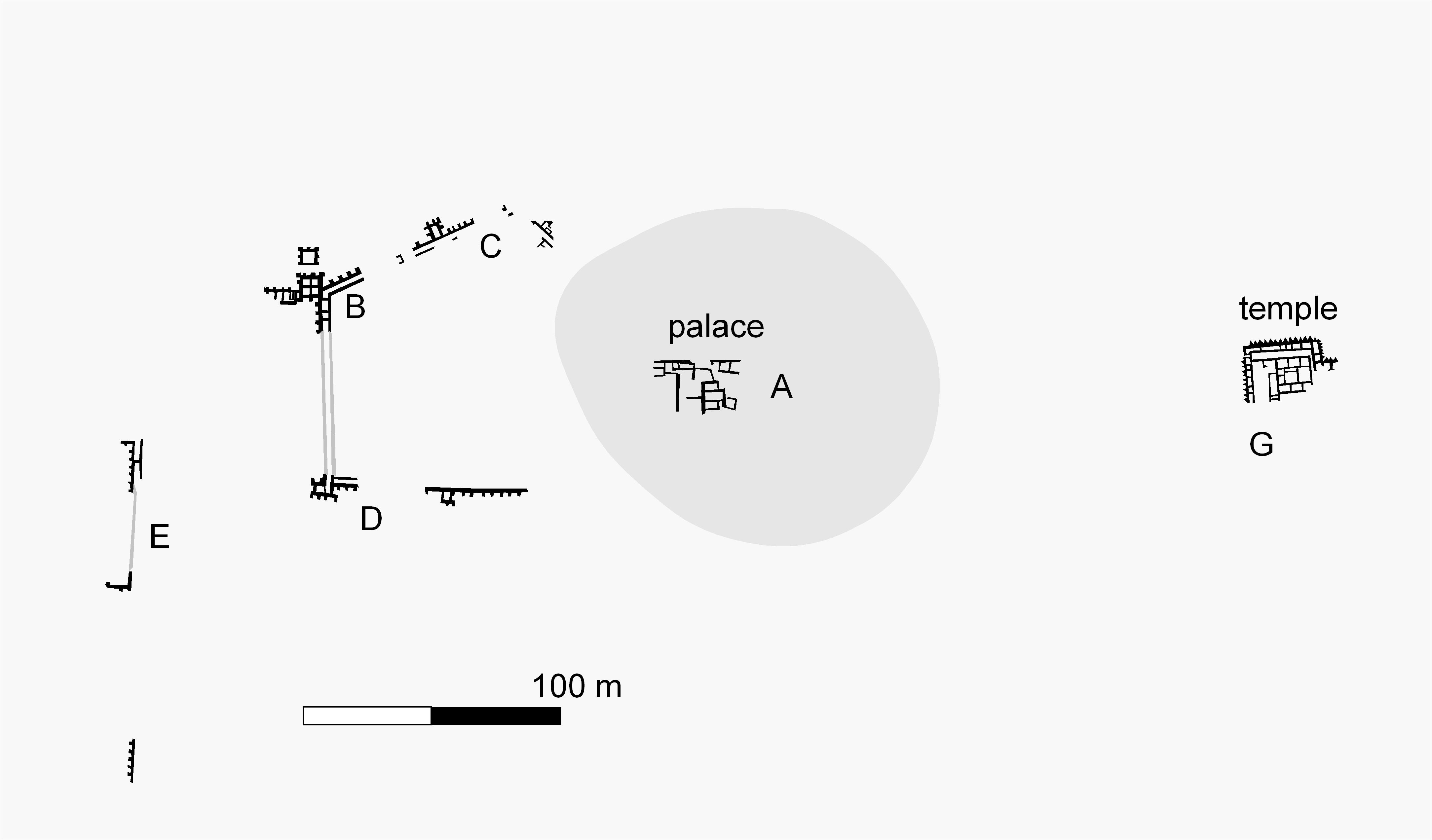
Resti dell'abitato del periodo IV.1

Resti di un "palazzo" si trovano in un tumulo. Un altro tumulo ha rivelato un grande "tempio", che indica la vita urbana.
Una vasta serie di tumuli segna il sito di una città. La cronologia è ancora incerta, ma è stata provvisoriamente suddivisa in sette periodi principali con molte suddivisioni. Il periodo principale sembra essere il periodo IV, che vide una massiccia ricostruzione dopo una precedente distruzione. A questo periodo risalgono sia il "palazzo" che il "tempio" e forse anche la cinta muraria. Un altro strato di distruzione e un marcato cambiamento ceramico indicano un intervallo di abbandono tra i periodi IV e V, seguito da un periodo di ulteriore costruzione e costruzione di nuovi monumenti, tra cui il "monumento massiccio". I periodi VI e VII videro solo un'occupazione periodica su piccola scala.
Mundigak e Deh Morasi forniscono i primi sviluppi in quelle che oggi possono essere chiamate attività religiose. Un grande edificio imbiancato a pilastri con la porta delineata in rosso, risalente al 3000 aC circa, è legato alle attività religiose.
Le prime case furono costruite a Mundigak (durante il periodo I.4) sotto forma di minuscole celle oblunghe con muri di terra pressata. Nello strato successivo (periodo I.5) sono state trovate case più grandi con case quadrate e oblunghe con mattoni essiccati al sole. Nelle fasi successive sono stati rinvenuti forni per la cottura e pozzi per la conservazione dell'acqua.

## Manufatti ritrovati

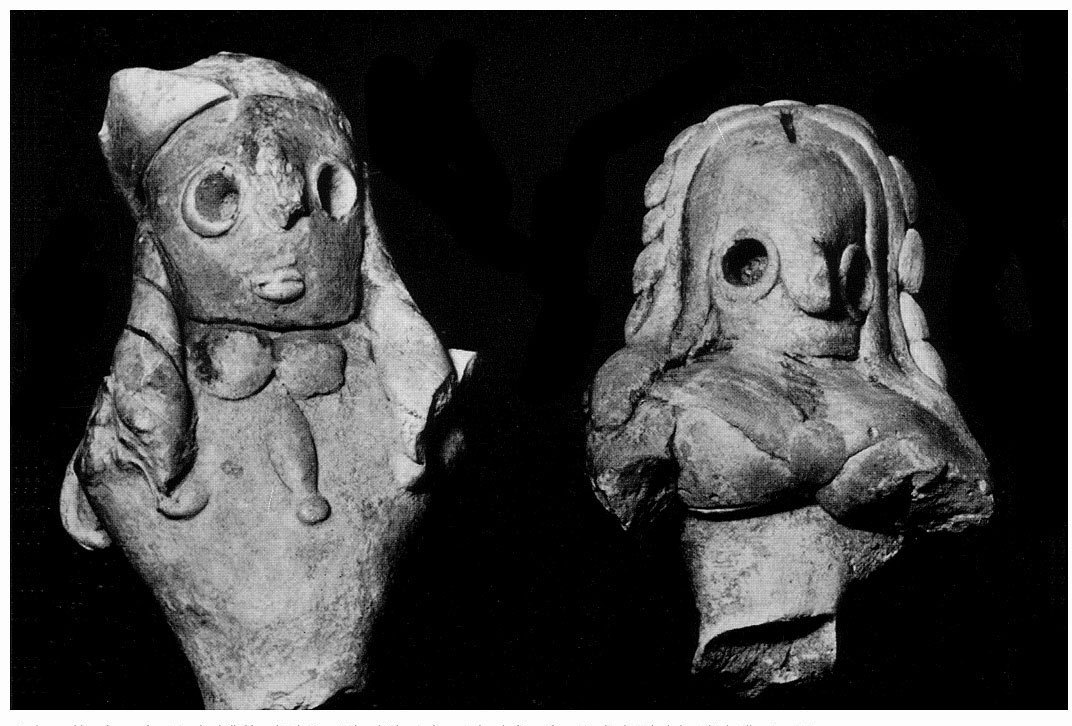
Figure della dea madre di Mundigak (a sinistra) e Deh Morasi Ghundai (a destra). III millennio a.C.

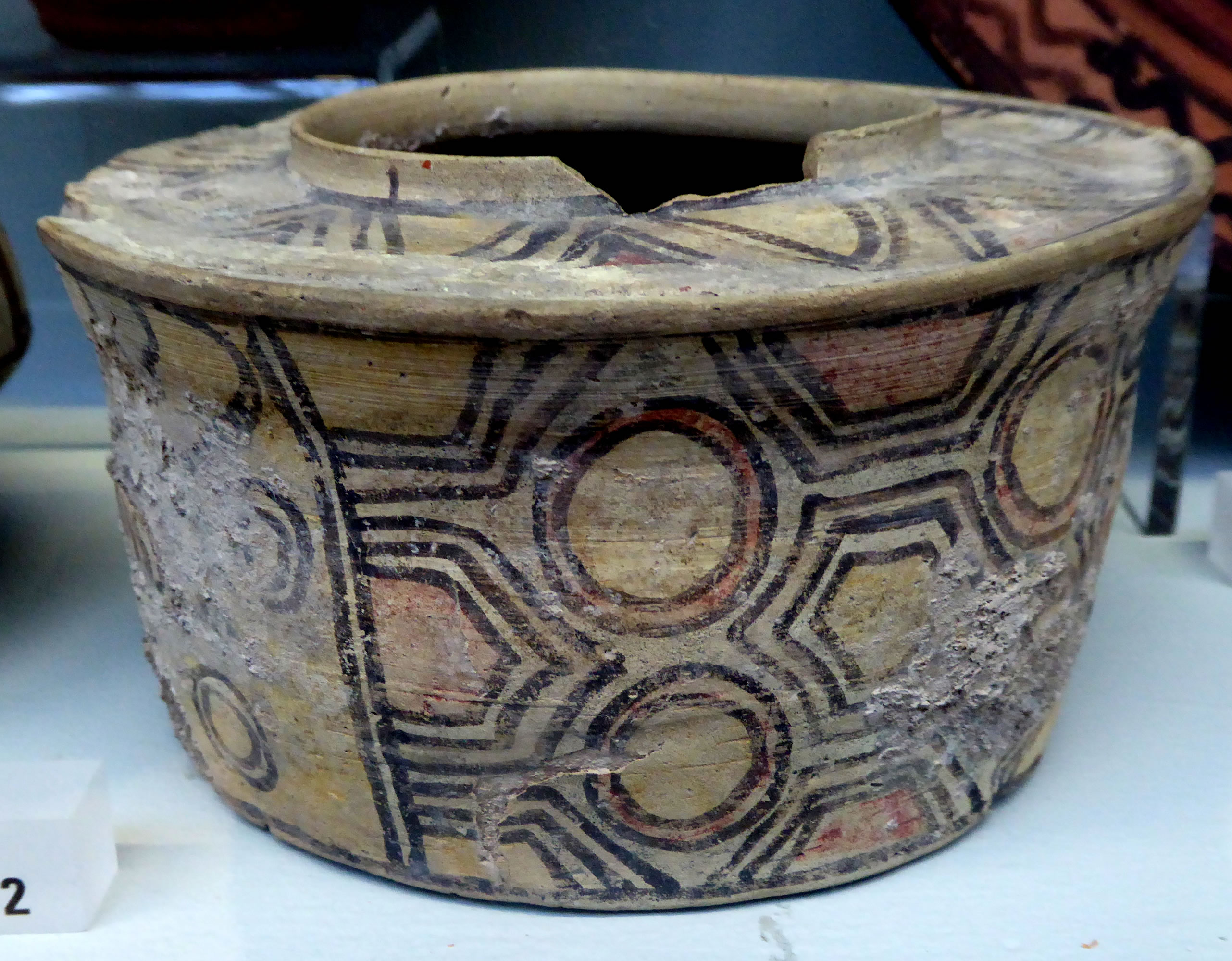
Esempio di una nave da Nal. Ceramiche comparabili sono state trovate anche a Mundigak

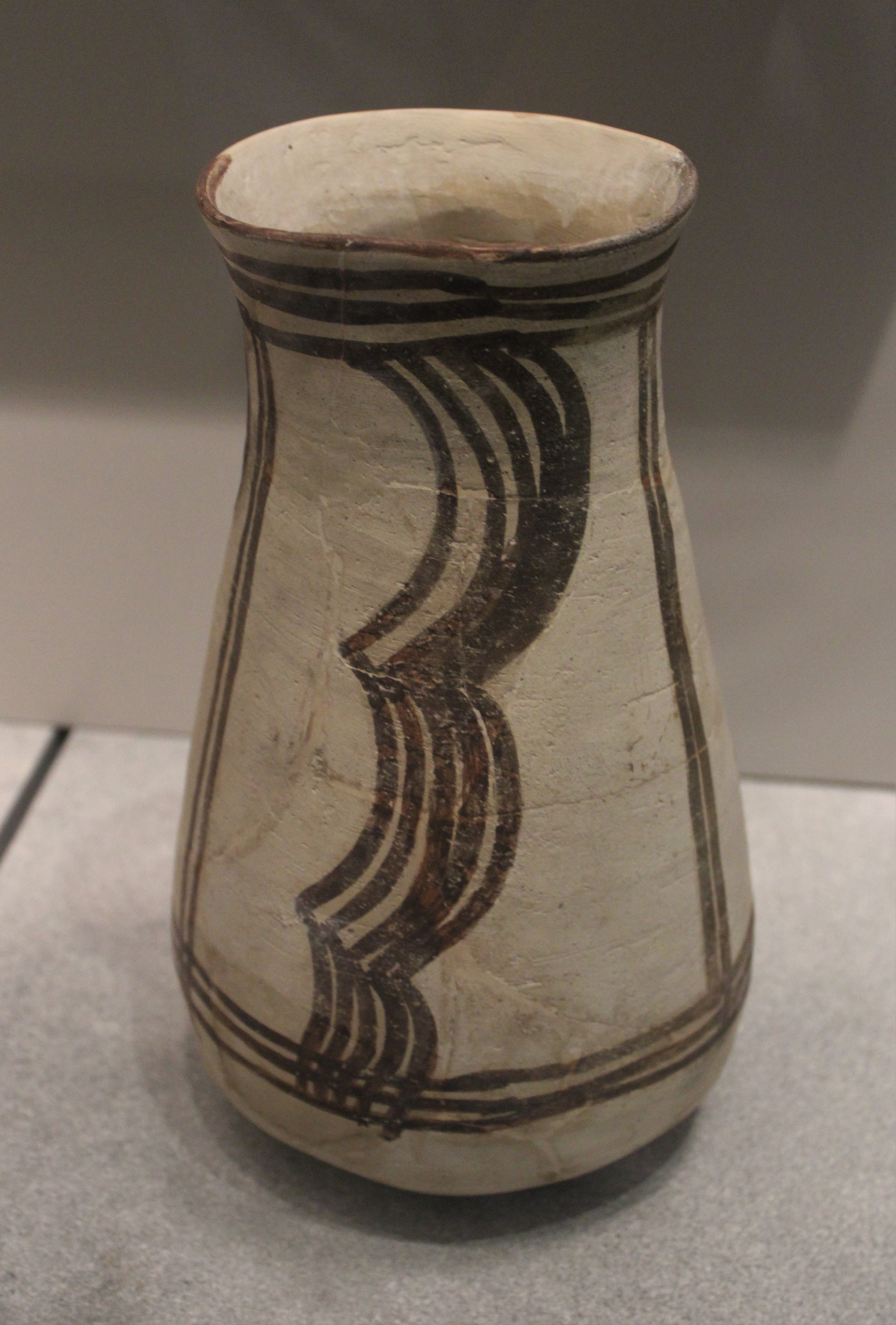
Vaso dipinto

I reperti comprendono numerose figure in terracotta, che spesso rappresentano persone, per lo più donne, ma anche uomini. Sono frequenti anche le raffigurazioni di bovini. Inoltre, nei resti del periodo IV, è stata trovata la testa di una statua maschile in pietra calcarea. È l'unico oggetto che può essere definito un'opera d'arte in senso stretto. La faccia è lavorata piuttosto grossolanamente. Gli occhi e le sopracciglia sono fortemente stilizzati. L'uomo ha i capelli corti e un cerchietto che termina con due strisce di tessuto cadenti sulla schiena. Statue sono state trovate sporadicamente anche nella cultura dell'Indo, nella cultura delle oasi diffusa nello stesso periodo nel nord e in Shahr-i Sukhta, anch'essa attribuita alla cultura Helmand. Le statue mostrano un uomo inginocchiato sul pavimento, spesso descritto come un re-sacerdote. È stato suggerito che anche la testa di Mundigak appartenesse a una tale figura, ma ciò non può essere provato.
La ceramica è particolarmente importante per i piccoli reperti. La maggior parte delle ceramiche sono dipinte, alcune delle quali policrome. Si possono dimostrare varie tradizioni decorative che sono conosciute anche da altri luoghi e quindi aiutano a collocare Mundigak nel contesto di altre culture e quindi anche nel tempo. Il rapporto di scavo si concentra principalmente sulle forme decorate, quindi la ceramica non decorata è meno conosciuta. C'erano vasi formati a mano, ma anche quelli che venivano fatti al tornio da vasaio. I periodi I e II sono dominati da semplici motivi geometrici dipinti, spesso sul bordo superiore delle ciotole; nel periodo III il dipinto si fa più complesso. Sono ancora presenti motivi prevalentemente geometrici che appartengono al cosiddetto stile Quetta. Altri sono dipinti nello stile della cultura Nal o hanno somiglianze con la ceramica della cultura Amri. Nel IV periodo sono presenti anche rappresentazioni figurative isolate, soprattutto di bovini. Dal periodo IV provengono vari calici fittili, decorati con file di animali dipinti in nero, ma anche con singole piante. Un gruppo di questi calici è stato rinvenuto nella sala XXII del palazzo. I calici lì esposti erano intatti.
Dal periodo IV ci sono due vasi di ceramica più grandi con coperchio scorrevole che potrebbero essere serviti da trappole per topi. Trappole per topi simili sono note a Mohenjo-Daro nella valle dell'Indo. I reperti corrispondenti di Mundigak sono probabilmente diversi secoli più vecchi.
I vortici rotanti risalgono al periodo I.4. attestato, di cui esistevano due tipologie: una di forma conica e realizzata in argilla, l'altra a forma di disco e scolpita nella pietra. Vasi in pietra sono attestati in quasi tutti gli strati.
Dal periodo I, livello 2 in poi, sono attestati oggetti in bronzo. Inizialmente, sono strumenti semplici come aghi e armi. Tuttavia, anche i resti di uno specchio provengono dal periodo IV. Un'indagine ha dimostrato che questi manufatti erano per lo più realizzati in bronzo con un basso contenuto di stagno. Notevoli cinque oggetti con elementi in ferro del IV periodo. Il ferro servì sempre come decorazione per oggetti in bronzo; non c'erano manufatti realizzati interamente in ferro.
Oltre alle ceramiche e alle ceramiche dipinte, altri reperti rinvenuti includono rozzi tori con la gobba, figure umane, asce con fori per alberi, asce di bronzo e scarichi in terracotta. La pittura su vasi include immagini di foglie di fico sacro (ficus religiosa) e un animale simile a una tigre. A Mundigak sono stati trovati anche diversi sigilli di bottoni di pietra. Sono stati trovati anche perline a disco e perline a barilotto di maiolica, sigilli di francobolli di rame, perni di rame con anelli a spirale.
Le figurine umane dall'aspetto femminile (lunghe 5 cm) trovati a Mundigak sono molto simili a tali statuette trovate in un altro sito archeologico in Afghanistan, Deh Morasi Ghundai (circa 3000 a.C.).